# Landolfo di Gaeta
Landolfo di Gaeta (o Lando) (fl. XI-XII secolo) fu un conte longobardo o un membro di un ramo cadetto della famiglia del senatore Docibile I di Gaeta, che ricoprì il titolo di Duca di Gaeta dal 1091 al 1103.

## Biografia
Dopo la morte di Giordano I, principe di Capua, nel novembre del 1090, scoppiò l’anarchia nei domini del principato di Capua, in particolare ad Aquino e Gaeta. Nella seconda città, Rinaldo Ridello fu cacciato dalla popolazione, che acclamò un certo Landolfo come Duca. Riuscì a mantenere il potere per circa un decennio, ma non si conoscono molti dettagli sulla sua vita. Ebbe un figlio, Marinus, nato dal matrimonio con Inmilgia, figlia del Senatore Giovanni di Napoli. Fu espulso da Gaeta nel 1103 dal normanno Guglielmo di Blosseville.